# 石井里弥
石井 里弥（いしい さとみ、1984年7月4日 - ）は、日本の女優。埼玉県出身。R.crew所属。以前はスカイコーポレーションに所属していた。

## 来歴・人物
13歳からテアトルアカデミーに在籍し、女優としての活動を開始。
2000年には、社会問題にもなった映画『バトル・ロワイアル』に出演。
一度芸能界から引退したが、2020年5月から活動を再開している。
趣味は映画鑑賞・ショッピング・日本舞踊。

## 出演作品

### 映画
- 新生 トイレの花子さん（1998年、東映）
- バトル・ロワイアル（2000年、東映） - 谷沢はるか 役
  - バトル・ロワイアル 特別編（2001年）
  - バトル・ロワイアル3D（2010年）
- STACY（2001年、ギャガ） - ナツミ 役
- Seventh Anniversary（2003年、スープレックス=リベロ）
- 同じ月を見ている（2005年、東映）
- 調布空港（2006年、ネオ・インデックス）
- 大日本人（2007年、松竹） - スーパーディフェンスチーム 役

### ネットシネマ
- 油断大敵! 悪徳商法（2004年、東映） - 主演・金野未来 役
- 一週間賃貸集合住宅物語（2005年）
- NHKデジタルラジオドラマ「キスから始まるストーリー」（2009年） - 主演

### テレビドラマ
- 金曜ナイトドラマ（テレビ朝日）
  - YASHA-夜叉-（2000年）
  - スカイハイ 第四死「逆転」（2003年2月7日） - 前野沙樹 役
- Fighting Girl（2001年、フジテレビ）
- ロング・ラブレター〜漂流教室〜（2002年、フジテレビ） - 金沢真紀 役
- ランチの女王（2002年、フジテレビ） - 奈々江 役
- 怪談新耳袋（2003年8月、BS-i）
- ビギナー 最終話「検証! 私たちはここにいた」（2003年12月15日、フジテレビ） - パートの女の子 役
- NHK夜の連続ドラマ「火消し屋小町」（2004年、NHK） - 服部百合 役
- 日曜スペシャルドラマ「リターンマッチ〜敗者復活戦〜」（2004年12月5日、東海テレビ）
- 不機嫌なジーン（2005年、フジテレビ） - ミチル 役
- 金曜エンタテイメント「倉敷殺人事件」（2006年9月1日、フジテレビ）
- 相棒 season6 第5話「裸婦は語る」（2007年11月21日、テレビ朝日） - 梅野正美 役
- ドラマW「戦力外通告」（2009年2月21日、WOWOW）

### バラエティ番組
- ひらめ筋GOLD「Dリーグ」（2005年 - 2006年、日本テレビ） - 「天空 Sky ders」のメンバーとして出演

### 舞台
- 森は生きている（2003年）
- コミュニケーションズ-現代劇作家たちによるコント集-（2005年）
- オフィス3◯◯公演「りぼん」（2007年）
- 劇団PATHOS PACK Vol.4「ユエ ナキ子 ドウシテ、イキテイルノダロウ…」（2009年）